# Fontana dell'Acqua Felice
Fontana dell'Acqua Felice, conhecida também como Fonte de Moisés, é uma fonte monumental localizada no rione Castro Pretorio de Roma, Itália, construída para marcar o fim do aqueduto romano Acqua Felice, restaurado pelo papa Sisto V (r. 1585–1590). Ela foi projetada por Domenico Fontana e construída entre 1585 e 1588. . É chamada também de Mostra dell'Acqua Felice.

## História
No começo do pontificado do papa Sisto V (nascido Felice Peretti), em 1585, apenas um dos antigos aquedutos romanos de Roma, essenciais para trazer água para a cidade, Acqua Vergine, ainda estava funcionando e recebendo manutenção. Todos os romanos que quisessem água potável tinham que ir até uma única fonte, perto de onde está hoje a Fontana di Trevi. Sisto assumiu a responsabilidade de restaurar os demais aquedutos, incluindo o Acqua Alessandrina, que ele rebatizou como Acqua Felice em homenagem a si próprio. A nova fonte que passou a marcar o final do aqueduto restaurado foi a primeira fonte monumental neste estilo desde a Antiguidade.
O esforço inicial para construir o aqueduto pelo arquiteto Matteo Bartolani terminou em fracasso: Bartolani calculou incorretamente a inclinação do canal e a força do fluxo de água era muito menor do que a necessária para alcançar o monte Quirinal, o destino final pretendido do aqueduto. Giovanni Fontana assumiu o projeto e completou-o em 1587. Uma fonte foi construída na desembocadura pelo engenheiro e arquiteto Domenico Fontana num formato inspirado pelos arcos triunfais romanos. Ela ostentava, à moda das antigas fontes romanas, uma inscrição homenageando o doador, papa Sisto V, logo abaixo de esculturas de anjos segurando o seu brasão. Envolvidas pelos três arcos estavam três esculturas de personagens do Antigo Testamento. No arco central está uma enorme estátua de "Moisés" (1588), de Leonardo Sormani e Prospero da Brescia. À esquerda, "Aarão", de Giovanni Battista della Porta, e, à direita, "Josué", de Flaminio Vacca e Pietro Paolo Olivieri. Água escorre das estátuas até as piscinas, onde quatro leões jorram água. 
A estátua de Moisés foi criticada na época por seu tamanho, fora de proporção em relação às demais, mas a fonte atingiu seu objetivo político: trata-se de uma afirmação de como a Igreja Católica, ao contrário dos protestantes, estava à serviço das necessidades do povo de Roma. Ela também conseguiu seu objetivo social de reavivar a comunidade do Quirinal e o que era até então uma área rústica de villas transformou-se em uma fervilhante vizinhança com a chegada do inesgotável suprimento de água fresca.